# Scène de bordel

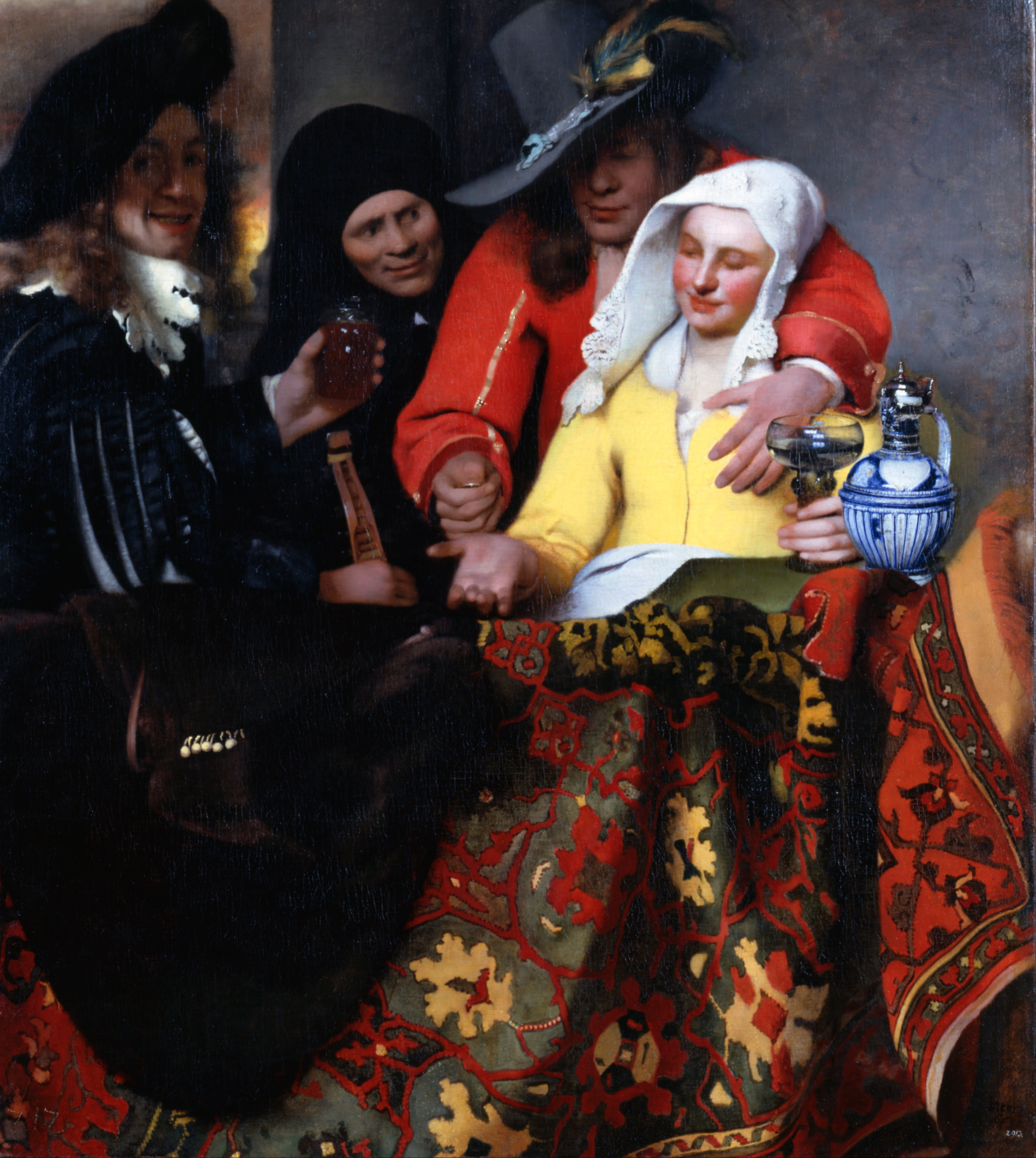
L'Entremetteuse, tableau de Johannes Vermeer (1656).

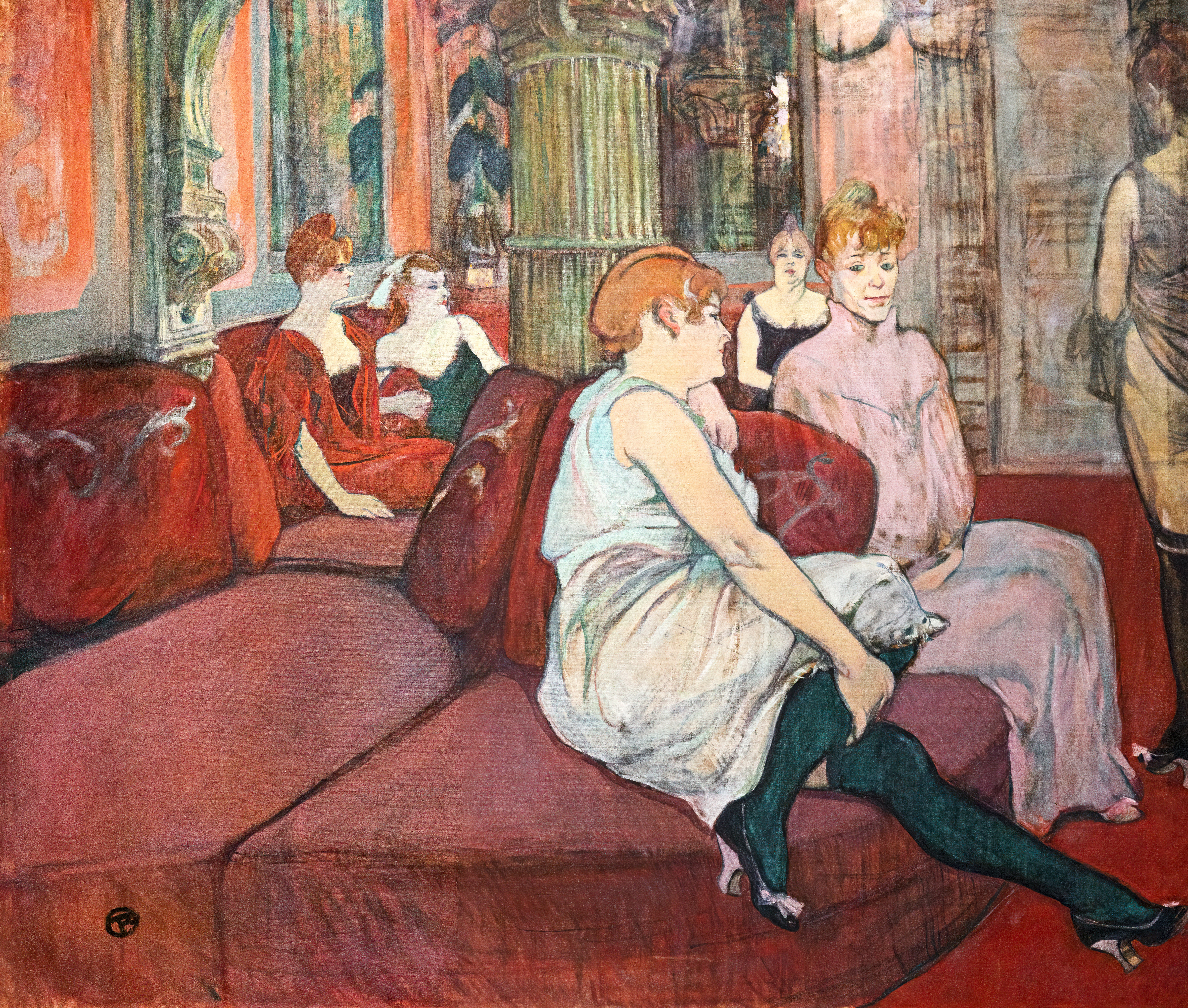
Au Salon de la rue des Moulins, tableau d'Henri de Toulouse-Lautrec (1894)

La scène de bordel est, dans la peinture, une scène de genre mettant en scène des prostituées et leurs clients. C'est un genre qui était particulièrement populaire lors de l'âge d'or de la peinture néerlandaise.
Au XIXe siècle parisien, le bordel redevient un sujet de représentation notamment pour des artistes peintres comme Henri de Toulouse-Lautrec, ou Edgar Degas. 

## Historique
Au XVIe siècle, c'est principalement l'amour non réciproque qui est dépeint ; il traite le plus souvent d'une jeune femme séduite par l'argent d'un vieil homme, comme dans Ill-Matched Lovers de Quentin Massys. Une autre thématique de cette époque est l'ensemble des variations sur la parabole biblique du fils prodigue de l'Évangile selon Luc, et plus particulièrement le moment où le fils prodigue . À cela s'ajoutent les scènes de taverne et les groupes homosexuels pour faire référence aux péchés capitaux[réf. souhaitée].
C'est au XVIIe siècle que le thème s'étend à la prostitution. En France, la croissance démographique perceptible à Paris entraîne la création d'une classe aux voix multiples : la classe ouvrière. En effet, la capitale passe d'un million d'habitants en 1850, au double en 1890. Ce flux de citoyens crée une demande accrue de cette profession de toujours, qui s'élève au même titre que cette classe populaire et urbaine.

## Caractéristiques
Les caractéristiques de la scène de bordel du XVIIe siècle sont la présence d'une prostituée, d'un client et d'un entremetteur. La prostituée est souvent présentée comme une séductrice heureuse, le client comme un ivrogne et l'entremetteur comme une vieille femme.
Certains attributs, dans ces peintures, caractérisent la prostitution : le décolleté, une coiffe avec des plumes, des bas rouges, des huîtres et de l'argent. Les mouvements des mains comme un doigt dans un bol ou un verre de vin saisi par le pied indiquent aussi un amour rétribué.
Certains personnages se prêtent à une interprétation symbolique ; la vieille entremetteuse peut ainsi se comprendre comme la représentation des vanités : le passage, pour la femme, de la jeune beauté à la décrépitude et la mort.
Les scènes de bordel sont généralement des images stéréotypées à visée moralisatrice : en montrant la mauvaise attitude, on encourage à la bonne. Ces scènes reflètent en effet la réalité, mais parce qu'elle ne montrent que certains éléments de la prostitution de cette époque, la lecture des peintures au premier degré produit une image déformée des circonstances réelles. Par exemple, l'entremetteuse n'était pas toujours une vieille dame.
Les scènes de bordel sont souvent des petits formats, surtout lorsque l'on voit les prostituées avec leurs clients. Ce format invite le spectateur à se rapprocher de la toile pour l'observer, le transformant ainsi en voyeur. 

## Paris la nouvelle Babylone
Le bordel, un cadre d'appartement haussmannien qui joue des ornements pour porter le masque de la bourgeoisie où pourtant les classes sociales se mélangent dans une proximité érogène. Imitation du cadre de vie bourgeois, il s'arme des décorations les plus tape-à-l’œil qui soient. 
Centre d'un abandon de la tenue commandée par la bienséance, qui va de pair avec la confusion des classes dans cette foule au sein d'une même pièce. Usé et détourné par les artistes, faisant de lui l'image parfaite pour une représentation satirique des mœurs et de la prostitution, il permet aux artistes d'établir un arrière-plan commun pour dresser la critique sociale qui leur est chère mais aussi un moyen de s'émanciper des conventions esthétiques. Une tentative d'emprisonnement, en somme, des conventions sociales dont on refuse d'accepter le penchant naturel et la faiblesse de l'être humain face à ses instincts primitifs.
Mais il s'agit aussi de représenter l'envers du décor, à proprement parler, et dépeindre l'intimité de ces filles des plus chanceuses aux plus miséreuses.

## La prostituée sous le pinceau de l'artiste
Grâce à cette multiplicité de techniques exploitable par le motif de la prostitution, au XIXe et au début du XXe siècle, ce sont tous les dogmes classiques admis qui s'effacent et se détournent pour les nouveaux besoins des artistes. Saisissant d'un premier abord l'actualité tapageuse qu'elle inspire et la tendance des mœurs du XIXe siècle, elle lui a également permit de forger un nouveau langage pictural, aux compositions provocantes, au style caricatural et aux couleurs criardes. Tout en détournant le nu classique, exhibant d'une manière triviale l'anatomie de la femme sans aucune flatterie, les différents mouvements picturaux usent chacun de ce sujet qui leur permet une « rébellion », comme Charles Baudelaire l'appelle, qui vise non seulement à crier la critique de leur société, aux mœurs légères et libidineuses, la condition du traitement de ces filles, femmes avant tout, mais aussi, et surtout, à révolutionner les codes de représentation, voire en créer de nouveaux. 

## Des « boulonneuses » aux demi-mondaines
La profession est tellement prolifique et développée que ses pratiques mêmes sont très variées, chacune hérite d'un surnom lié à son activité, créant une hiérarchisation au sein même de la profession. On ne compte pas le nombre de filles totalement émancipées de toute tutelle quelle qu'elle soit, agissant de son gré dans les rues, comme les groupes de Boulonneuses. Le premier rang de la prostitution qui se trouve à chaque coin de rues, où même au pas d'une porte ou d'une fenêtre. Des femmes de « terrain », dont on peut compter les fameuses pierreuses ainsi péjorativement appelées pour leur clientèle abondante issue des ouvriers taillant la pierre et au visage marqué par la vie. Suivies de peu des femmes des maisons closes des bâtiments les plus humbles, des brasseries, enchaînant les clients sans états d'âmes jusqu'à épuisement, totalement assujetties à leur meneuse. Il y a de celles, dans une seconde catégorie, qui complètent leurs maigres revenus de petites ouvrières par des passes, comme les blanchisseuses, les danseuses d'Opéra, surnommées les rats que l'on rejoignait dans la coulisse, les fleuristes, les serveuses ou plus couramment les verseuses, étourdissent leur client avec une consommation soutenue.
Les représentations changent, les amours collectifs se singularisent derrière des portraits capturant le spectateur du regard. À l'image de l'Olympia de Manet, Mademoiselle de Lancey de Charles Carolus-Duran (1876), ils détournent les portraits féminins classiques et jouent du charisme de la courtisane, telles des muses des temps modernes. Des demi-mondaines qui se sont hissées grâce à leurs charmes et leur audace particulièrement appréciées par les fortunes du second Empire ont fait d'elles un véritable produit de luxe. Nombre d'entre-elles ont suscité les passions des hommes, certains écrivains Alexandre Dumas, Gustave Flaubert, ou Alfred de Musset, ou même le poète Charles Baudelaire. La demi-mondaine est l'illustration de l'amour vénal par excellence, vouant sa vie au plus offrant, elle vend son corps qu'elle entretient particulièrement. Elle incarne des canons de beauté mystérieux qui captivent son prétendant.